# Caca Bonita
Caca Bonita – (hiszp. ładna kupa) drugi album EP amerykańskiego zespołu Papa Roach, wydana w 1995 roku.
EP zostało wydane w ograniczonym nakładzie.

## Koncepcja tytułu
Tobin Esperance, przyszły basista Papa Roch, zapytany przez nauczycielkę  hiszpańskiego odpowiedział słowami caca bonita, co w języku hiszpańskim znaczy ładna kupa.

## Lista utworów
1. „Gerber” – 4:14
2. „DIRTYcutFREAK” – 2:45

## Twórcy
- Jacoby Shaddix – śpiew
- Jerry Horton – gitara, wokal wspierający
- Will James – gitara basowa, wokal wspierający
- Dave Buckner – perkusja, instrumenty perkusyjne